# Asteropeia amblyocarpa
Asteropeia amblyocarpa là một loài thực vật thuộc họ Asteropeiaceae. Đây là loài đặc hữu của Madagascar. Môi trường sống tự nhiên của chúng là rừng khô nhiệt đới hoặc cận nhiệt đới và vườn nông thôn. Chúng hiện đang bị đe dọa vì mất môi trường sống.